# Jean d'Agraives
Jean d'Agraives, nom de plume de Frédéric Causse, est écrivain et traducteur français né à Paris le 13 mai 1892 et mort à Paris le 21 octobre 1951. Il utilisa les pseudonymes : Fred Maël, Fred Causse-Maël, Midship, Jacques et Jean d'Agrève, Jean d'Agrèves, avant d'opter pour le nom de plume Jean d'Agraives.

## Biographie
Héritier littéraire de son père Charles Causse, qui avait connu son heure de gloire en littérature pour la jeunesse en publiant, sous le pseudonyme de Pierre Maël, des romans écrits en collaboration avec Charles Vincent, c’est sous le nom de Fred Maël que Jean d’Agraives publie en 1916 son premier roman, L'Île qui parle. Il en fait paraître quelques autres en 1916 et 1917 sous le nom de Fred Causse-Maël.
En conflit avec Charles Vincent (mort en 1920), il doit cependant renoncer à ce premier pseudonyme et opte pour le nom de Jean d’Agraives. Auteur de nombreux livres pour la jeunesse, principalement publiés dans la Bibliothèque verte des éditions Hachette, il a également écrit des romans populaires ainsi que des ciné-romans, tels que Vent debout ou Scaramouche, ce dernier titre lui valant un nouveau conflit juridique, cette fois avec l'auteur cette fois du roman original, Rafael Sabatini.
Jean d'Agraives a publié au total une cinquantaine de romans.
Pendant l’Occupation de la France par l'Allemagne, il collabora à la radio de propagande allemande Radio Paris jusqu'en 1941, année où il a complété son activité d’auteur dans le domaine de la littérature de jeunesse pour aborder l’édition, avec la création successive de Colbert, puis des Deux Sirènes, qui publieront l’une comme l’autre un grand nombre de ses romans d'aventures ou des récits maritimes, exaltant généralement en ces temps controversés de l'État français les vertus de la France coloniale et militaire, à travers le portrait de marins ou de serviteurs de la Nation. Ainsi : Le Maître du Simoun, La Gloire sous les voiles, etc. L'épopée bonapartiste, voire napoléonienne, lui inspira encore L'Envol de l'aigle, La Frégate de l'empereur, L'Espionne de Nelson ou L'Aviateur de Bonaparte.
Il figure sur la liste noire du CNE. Le 16 juillet 1945, il est condamné à huit mois de prison et à cinq ans d’indignité nationale, peine allégée car il avait aussi protégé des résistants[réf. nécessaire].
Il fut traducteur de romans anglais sous les pseudonymes Midship et Charles Bourhis.
Ses livres, souvent réédités, connaissent un succès non démenti, jusqu’à sa mort en 1951.

### Les Sept Têtes du dragon vert
Selon Serge Caillet, le véritable auteur du roman Les Sept Têtes du dragon vert, publié en 1933 sous le pseudonyme de Teddy Legrand, pourrait être Jean d'Agraives ou Pierre Mariel. À moins que l'emploi du pseudonyme de Teddy Legrand n'indique une collaboration entre différentes personnes, dont Charles Lucieto, lequel a son nom cité plusieurs fois dans l'ouvrage, qu'un éditeur postérieur du livre, Energeia, attribue, lui, à Xavier de Hauteclocque.

## Œuvres
Bande dessinée
- 1926 à 1929 : Les Aventures du chien Brownie dans Fillette[8].

Romans
- 1916 : L'Île qui parle. coll. « Les Romans d'action », éditions Ernest Flammarion.
- 1917 : L'Aventure de Mike Murphy de Boston. Collection Patrie no 87. Paris : F. Rouff.
- 1918 : L'Odyssée d'un sous-marin anglais. Collection Patrie no 83. Paris : F. Rouff.
- 1918 : La Croisière de l'Homme Rouge. coll. « Les Romans d'action », éditions E. Flammarion.
- 1919 : Sam Lafolette américain. coll. « Patrie » no 103. Paris : F. Rouff.
- 1919 : Harponneur de sous-marins. coll. « Patrie » no 111. Paris : F. Rouff.
- 1919 : Jolicoeur, Tommy, Canadien. coll. « Les Romans d'action », Ernest Flammarion.
- 1920 : Folies de femmes, roman passionnel. Paris, Éditions « Mon Ciné ».
- 1923 : Le Secret de Jean Dien : grand roman d'aventures et d'aviation, Jacques et Jean d'Agrève. Paris
- 1924 : La Cité des Sables. Roman d'aventures et d'aviation. Illustrations de A. Galland. Librairie Gedalge, Paris.
- 1924 : L'Enjôleuse, roman d'après le film Erka (production Goldwyn-Cosmopolitan). coll. « Les Grands Films » no 14. Éditions de « Mon Ciné » (30 juin).
- 1925 : Le Maître du Simoun. coll. « Bibliothèque verte ». Nouvelle Bibliothèque d'éducation et de récréation. Éd. Hachette. Réédition en 2008
- 1925 : Le Petit Robinson, d'après le film de Jackie Coogan Le Petit Robinson Crusoë (1924). coll. « Bibliothèque de la jeunesse », Éd. Hachette.
- 1926 : L'Aviateur de Bonaparte. coll. « Le livre du jeudi », fasc. 1-24, avril-oct-1926. Éd. Hachette[9]. Réédition en 2008, Monein, Éd. PyréMonde, coll. : Uchronie ; UC005,  (ISBN 2-84618-447-X) -  (ISBN 978-2-84618-447-2).
- 1926 : Le Château du reliquaire (25 juin). Librairie Gedalge, Paris.
- 1926 : Larmes de clown, roman d'après le film américain Larmes de clown (1924). Librairie Baudinière, Paris.
- 1926 : Le Trois-mâts fantôme. Éditions cosmopolites.
- 1927 : Le Sorcier de la mer. coll. « Le livre du jeudi », Éditions Hachette.
- 1927 : Le Dernier Faune. Éd. La Renaissance du livre.
- 1927 : Mirage d'Asie par Jean d'Agraives et Marcel E. Grancher. coll. « Bibliothèque Bleue ». Éd. Hachette.
- 1928 : La Croisière de « l'Argonaute ». Ill. A. de Parys. coll. « Bibliothèque de la jeunesse », Éd. Hachette.
- 1928 : Le Filleul de La Pérouse. coll. « Bibliothèque verte ». Nouvelle Bibliothèque d'éducation et de récréation, Éd. Hachette.
- 1928 : La Princesse aux dragons verts de Jean d'Agraives et Marcel E. Grancher. Illustrations de Coleth. coll. « Bibliothèque Bleue ». Éd. Hachette.
- 1929 : Les Aventures de Chafustard. Ill. d'Hautot. Boivin et Cie, éditeurs, Paris.
- 1929 : Le Rayon Swastika. coll. « L'Aventure » no 12. Arthème Fayard et Cie.
- 1929 : Vent debout. Illustré d'après le film de Pathé Consortium. Collection du Film no 27. Librairie Plon ; les Petits-Fils, de Plon et Nourrit.
- 1930 : L’Énigme du pastel. coll. « Bibliothèque verte ». Nouvelle Bibliothèque d'éducation et de récréation, Hachette.
- 1930 : La Frégate de l'empereur. coll. Bibliothèque du « Dimanche illustré », Hachette.
- 1930 : Le Serpent de Kali. coll. « Collection du lecteur » no 54. Éditions Cosmopolites.
- 1930 : Le Sillage pourpre. coll. « Le Livre populaire » no 255. Arthème Fayard et Cie, éditeurs.
- 1930 : Le Virus 34. coll. « Collection du lecteur » ; no 37. Éditions Cosmopolites.
- 1931 : Le Sorcier jaune. Paris : Éditions Berger-Levrault.
- 1932 : Le Maître-Coq du Kamtchatka. Ill. Fresnoy. coll. « Aventures » no 13. Libr. Plon.
- 1932 : Le Petit Roi du lac. coll. « Or et Noir ». Ed. Fernand Nathan.
- 1932 : Le Tueur de navires. Éd. Berger Levrault.
- 1933 : L'Ancre sous les ailes. Éd. Berger Levrault.
- 1933 : La Gloire sous les voiles. Éd. Berger Levrault.
- 1934 : Les Deux Sirènes. Éd. Berger Levrault.
- 1934 : Le Fléau de Neptune. Éd. Berger Levrault.
- 1935 : Un cargo dans la nuit. Ill. André Galland, Hachette.
- 1935 : L'Empire des algues. II. La Mer en feu. coll. « Le Livre populaire ». Nouvelle série. no 4. Arthème Fayard éditeurs.
- 1935 : La Flibustière de Michelieu (comprend : La Sirène des Îles d'or ; Les Frères de la Côte). coll. « Le Livre populaire » no 314. Arthème Fayard.
- 1935 : La Cardinale (comprend : La Gitane du roi ; Dague contre épée). Arthème Fayard.
- 1935 : L'Empire des algues. I. L'Avion perdu. Arthème Fayard.
- 1936 : L'Espionne de Nelson. Hachette.
- 1936 : Le Sorcier de la mer. Ill. Michel Jacquot. coll. « Collection illustrée Hachette ».
- 1937 : Le Dernier Pirate. Ill. André Galland. Hachette.
- 1937 : Empreintes sur la vase. Ill. Michel Jacquot. Hachette.
- 1938 : Petite source sous les palmes. coll. « Loisirs-Aventures ». Éditions des Loisirs.
- 1939 : Du sang sur l'étrave. coll. « Le Livre populaire ». Nouvelle série. no 15. A. Fayard.
- 1939 : La Marque d'Attila. Ill. Émilien Dufour. Hachette.
- 1941 : Le Loup des neiges. Paris : R. Simon.
- 1941 : La Maison des sept sirènes. Ill. Pierre Rousseau. coll. « Les Romans romanesques ». Éditions Colbert.
- 1942 : Le Jardin au clair de lune. Ill. Pierre Rousseau. coll. « Les Romans romanesques ». Éditions Colbert.
- 1943 : Sur la piste des dieux. Frontispice en couleur de Gustave Alaux. coll. « Mer et Outre-mer ». Éditions Colbert.
- 1943 : La Petite Faunesse. coll. « Plaisir d'élite » (collection créée et dirigée par Jean d'Agraives). Éditions Colbert.
- 1944 : Le Toubib aux yeux clairs. coll. « Les Romans romanesques ». Éditions Colbert.
- 1947 : Le Cimeterre de Tamerlan (L'Espionne de Nelson). Ill. Maurice Toussaint. Éditions Les Deux Sirènes.
- 1948 : Le Collier berbère. coll. « Les Grands romans romanesques ». Paris, Éditions de Flore.
- 1948 : La Gloire sous les voiles. Ill. Henry Fournier. coll. « Bibliothèque verte », Hachette.
- 1948 : Les Portes du monde. coll. « Les Grands romans romanesques ». Paris, Éditions de Flore.
- 1949 : Monsieur de Saint-Tropez. Éditions France-Empire.
- 1949 : Nicolas les yeux bleus. coll. « Marie-France ». Paris, Éditions de Flore.
- 1949 : Les Roses de Chiraz. Paris, Éditions « À la belle Hélène ».
- 1949 : La Vénus de Malte. coll. « Les Grands romans romanesques ». Paris, Éditions de Flore.
- 1949 : L'Appel de la lumière, Charles de Foucauld au Maroc. En collaboration avec Pierre Mariel. Les Éditions de Paris. Biographie.
- 1950 : Pour l'amour du Roy Jacques. Paris, Éditions « À la belle Hélène ».
- 1951 : La Chanson du silence. coll. « Toi et moi » no 8. Paris, Ghilde française des lettres.
- Le Rival des dieux (Film Erka). coll. « Les Grands Films » no 10. Paris, Ed. « Mon ciné », 64 p.
- Un drame en Polynésie (d'après le film Erka) (Production Goldwyn Cosmopolitan). coll. « Les Grands Films » no 12. Paris, Ed. « Mon ciné », 64 p.
- Le Temps d'aimer (Claudine et le Poussin), roman d'amour d'après le film de Marcel Manchez. Édition Giraud, Paris : Société parisienne d'édition (Ed. « Mon ciné »).
- Messaline et ses amours. Film Jacques Haïh. Exploitation Armor. Paris : Ed. « Mon ciné ».

Traductions
- James Oliver Curwood : Le Grizzly, mis en français par Midship, Paris, éditions G. Crès et Cie, 1922.
- James Warner Bellah : Les Passagers de l' « Albatros ». Adapté de l'américain par Charles Bourhis. coll. « Les Deux sirènes ». Ed. Bastos et Cie, 1947.
- Robert Ormond Case : Le Traineau d'or (Golden portage), traduit par Charles Bourhis. Paris, coll. « Les Deux sirènes », 1948.
- Max Simon Ehrlich : L'Œil géant (The Big Eye). Adapté par Charles Bourhis. coll. « L’Énigme : romans extraordinaires », Hachette, 1951.

### Source
- Bibliothèque nationale de France (pour la bibliographie)